# Ian Walker (żeglarz)
Ian James Walker (ur. 25 lutego 1970) – brytyjski żeglarz sportowy. Dwukrotny medalista olimpijski.
Brał udział w dwóch igrzyskach na przestrzeni ponad dwudziestu lat (IO 96, IO 00), na obu zdobywał srebrne dwa medale. W 1996 był drugi w klasie 470 (partnerował mu John Merricks) oraz w klasie Star w 2000, wspólnie z Markiem Covellem. W 1996 był wicemistrzem świata w 470.